# Бердичівське ЛВУМГ
Бердичівське лінійне виробниче управління магістральних газопроводів — структурний підрозділ управління магістральних газопроводів «Київтрансгаз», створене в 1948 році.
Управління експлуатує газопроводи Дашава — Київ, КЗУ І та КЗУ ІІ.

## Компресорний цех
Діючий компресорний цех споруджено у 1973 р. На КС «Бердичів» встановлено шість 10-ти МВт стаціонарних ГПА:
- ГТК-10-2 — 2 агрегати,
- ГТК-10-4 — 3 агр.,
- ГТНР-10 — 1 агр.

На всіх ГПА встановлені нагнітачі типу 520-12-1.